# Municipio de Great Bend (Dakota del Sur)
El municipio de Great Bend (en inglés, Great Bend Township) es un municipio del condado de Spink, Dakota del Sur, Estados Unidos. Tiene una población estimada, a mediados de 2022, de 40 habitantes.
Abarca una zona exclusivamente rural.

## Geografía
Está ubicado en las coordenadas 44°55′55″N 98°24′4″O / 44.93194, -98.40111. Según la Oficina del Censo de los Estados Unidos, tiene una superficie total de 93.24 km², de la cual 93.22 km² corresponden a tierra firme y 0.02 km² están cubiertos de agua.

## Demografía
Según el censo de 2020, en ese momento había 47 personas residiendo en la zona. La densidad de población era de 0.50 hab./km². El 95.74 % de los habitantes eran blancos y el 4.26% eran de una mezcla de razas. Del total de la población, el 2.13 % era hispano o latino.